# キニチ・アハウ

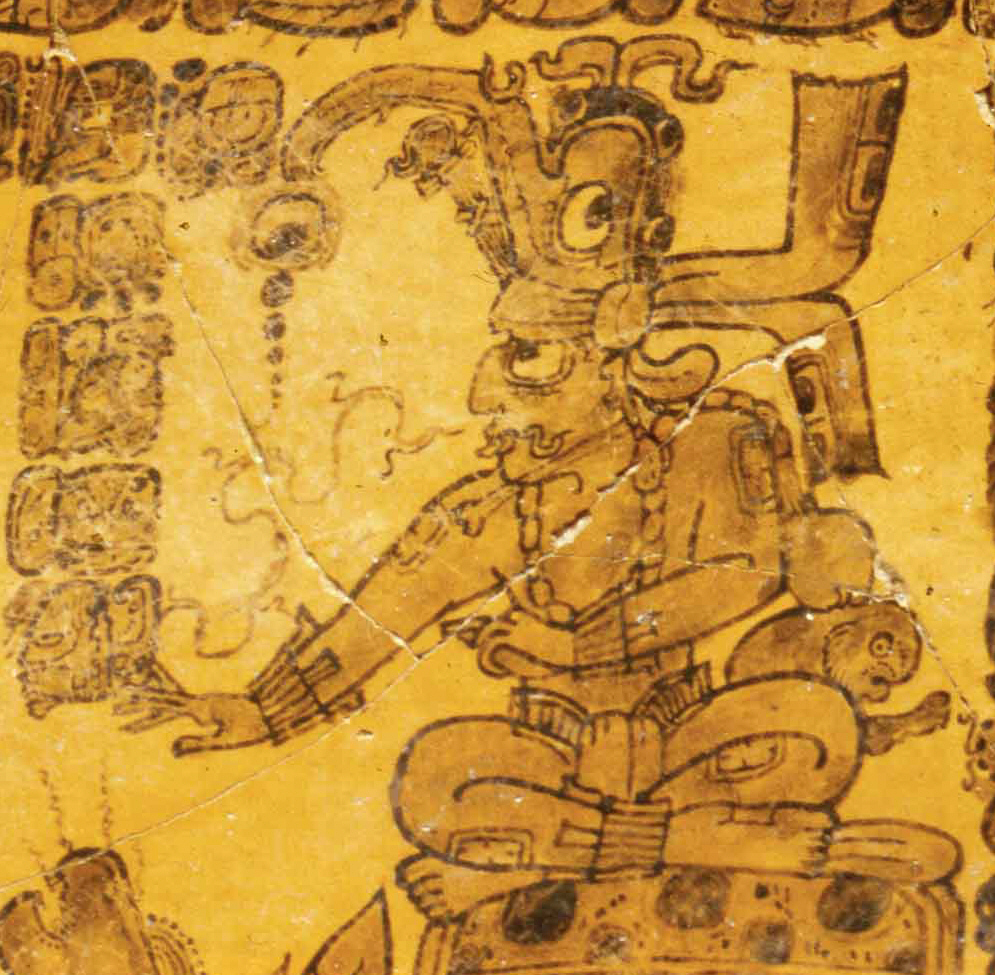
キニチ・アハウ

キニチ・アハウ（Kinich Ahau）は、マヤ神話に伝わる太陽神。
日没になると、ジャガーに変身して地下世界を闊歩するとされる。
そのため、キニチ・アハウはジャガーの姿で現されることもあるという。
キニチ・アハウはイツァムナーに似た姿で現されることが多い。しかし、イツァムナーが老人の姿で現される場合が多いのに対し、キニチ・アハウは若者の姿で現される場合が多い。そのため、キニチ・アハウはイツァムナーの昼の側面であるとも考えられている。
イシュ・チェルの夫ともいわれる。